# أمين عيسى الباي
أمين عيسى الباي هو لاعب كرة قدم جزائري من مواليد 19 فبراير 1995، يلعب في مركز جناح أيمن في فريق شبيبة سكيكدة.

## روابط خارجية
- أمين عيسى الباي على موقع قاعدة بيانات كرة القدم.إي يو (الإنجليزية)
- أمين عيسى الباي على موقع Soccerway.com (الإنجليزية)
- أمين عيسى الباي على موقع كووورة